# József Holzbauer
József Holzbauer (10 marzo 1901 – 12 aprile 1978) è stato un calciatore ungherese, di ruolo attaccante.

## Carriera

### Nazionale
Ha collezionato 6 presenze con la maglia della Nazionale.